# Oostvaardersdiep (Lelystad)
Het Oostvaardersdiep is een langgerekt meer bij Lelystad in de Nederlandse provincie Flevoland. Het staat in verbinding met het Markermeer maar wordt daarvan gescheiden door enkele kades. Het Oostvaardersdiep is 4 km lang en heeft een oppervlakte van 2,4 km².